# Osserain-Rivareyte
Osserain-Rivareyte en francés, Ozaraine-Erribareita en euskera, es una localidad y comuna francesa situada en el departamento de Pirineos Atlánticos, en la región de Aquitania y en el territorio histórico vascofrancés de Sola.

## Heráldica
Partido: 1º, en campo de plata, tres cabezas degolladas, de lobo, ensangrentadas de gules, y 2º, en campo de gules, un chevrón de plata, puesta entre tres estrellas del mismo metal, bien ordenadas. Bordura general de oro, con ocho flores de lis de azur.

## Demografía
| Gráfica de evolución demográfica de Osserain-Rivareyte entre 1800 y 2012 |
|                                                                          |

El resultado del año 1800 es la suma final de todos los datos parciales obtenidos antes de la creación de la comuna (5 de agosto de 1842).
Fuentes: Ldh/EHESS/Cassini e INSEE.